# 玉环大剧院
28°07′27″N 121°14′01″E / 28.12427°N 121.23355°E
玉环大剧院，又称台州玉环大剧院，是中华人民共和国浙江省玉环市的一个剧院，也是当地的著名地标。

## 沿革
玉环大剧院位于浙江省台州市玉环市玉城街道三潭路与泰安路的交口。2004年9月23日晚7时30分，首届中国海岛文化节在玉环大剧院开幕，开幕式由玉环县委副书记、县长陈伟义主持。2005年，玉环大剧院进行扩建改造工程。2008年7月22日，纪念中国人民解放军建军81周年暨坎门英雄基干民兵营成立60周年大会在玉环大剧院举行。

## 道路
玉环大剧院门口曾有一个“大转盘”，是几条分布呈圆形、用于疏导交通的道路，也是玉环的老地标之一。它位于泰安路、三潭路和车站南路的交叉口，占地8000平方米。为改善交通，它于2019年被拆除，并改为十字路口。

## 图库

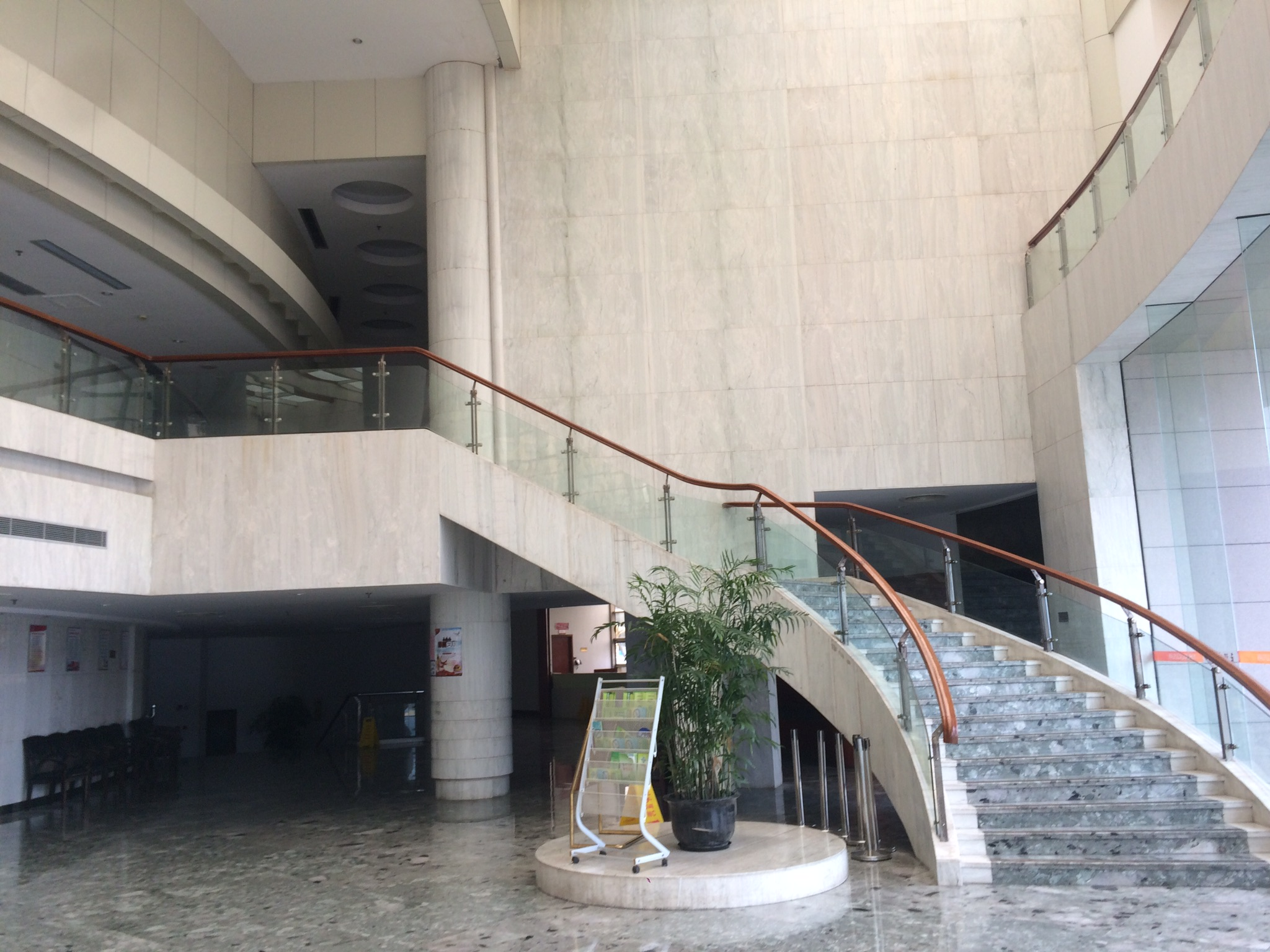
玉环大剧院内景
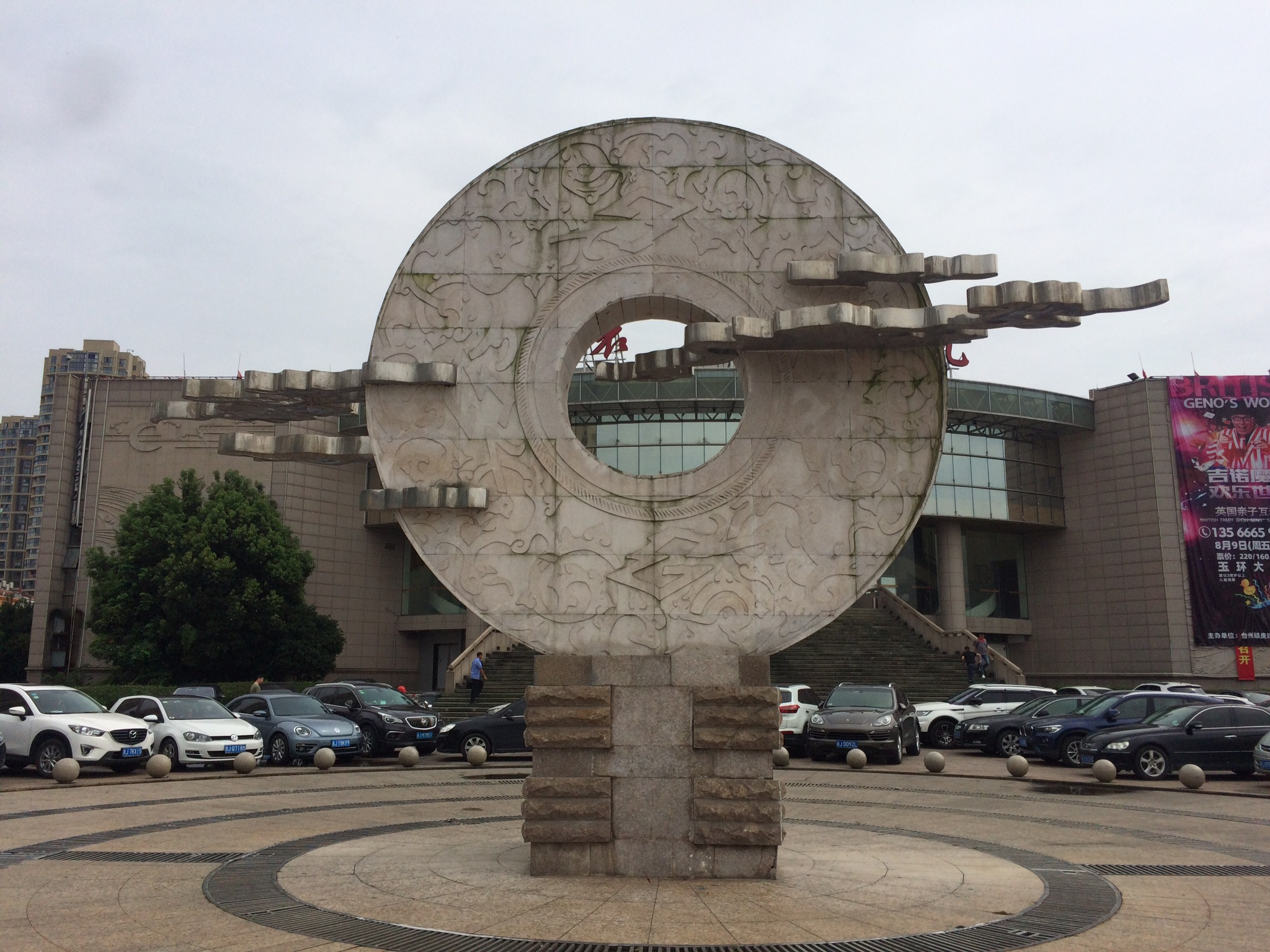
玉环大剧院外部雕塑
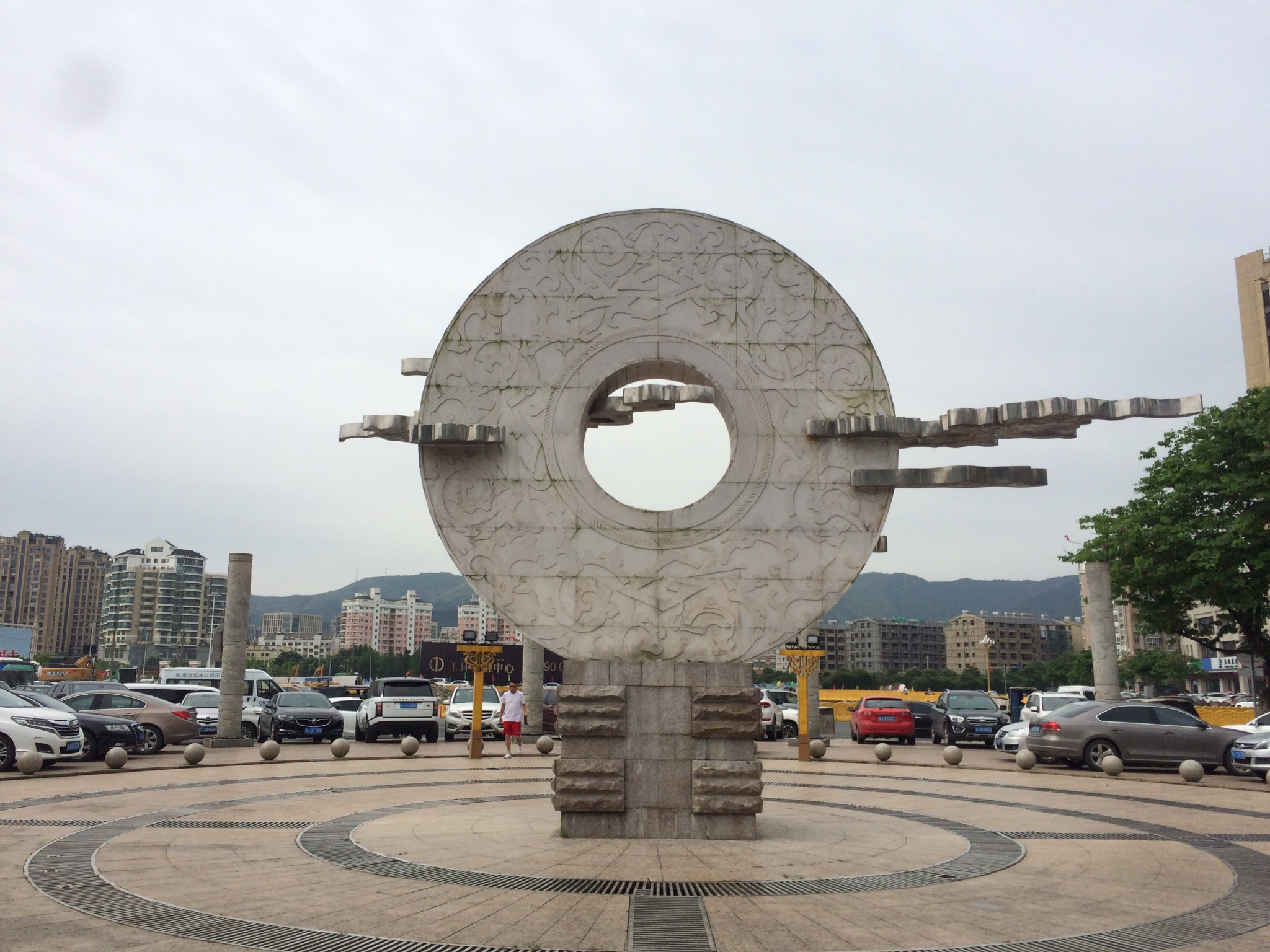
玉环大剧院外部
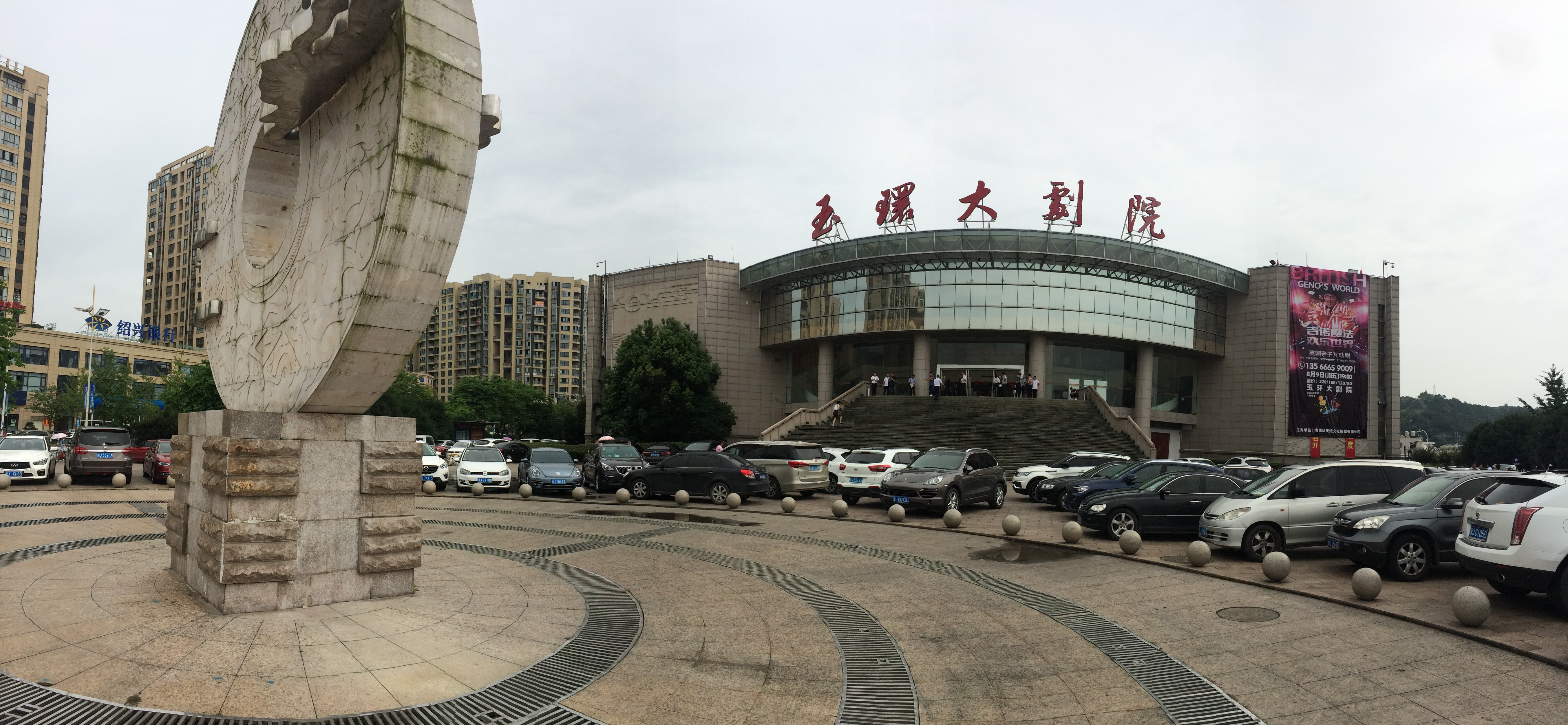
玉环大剧院
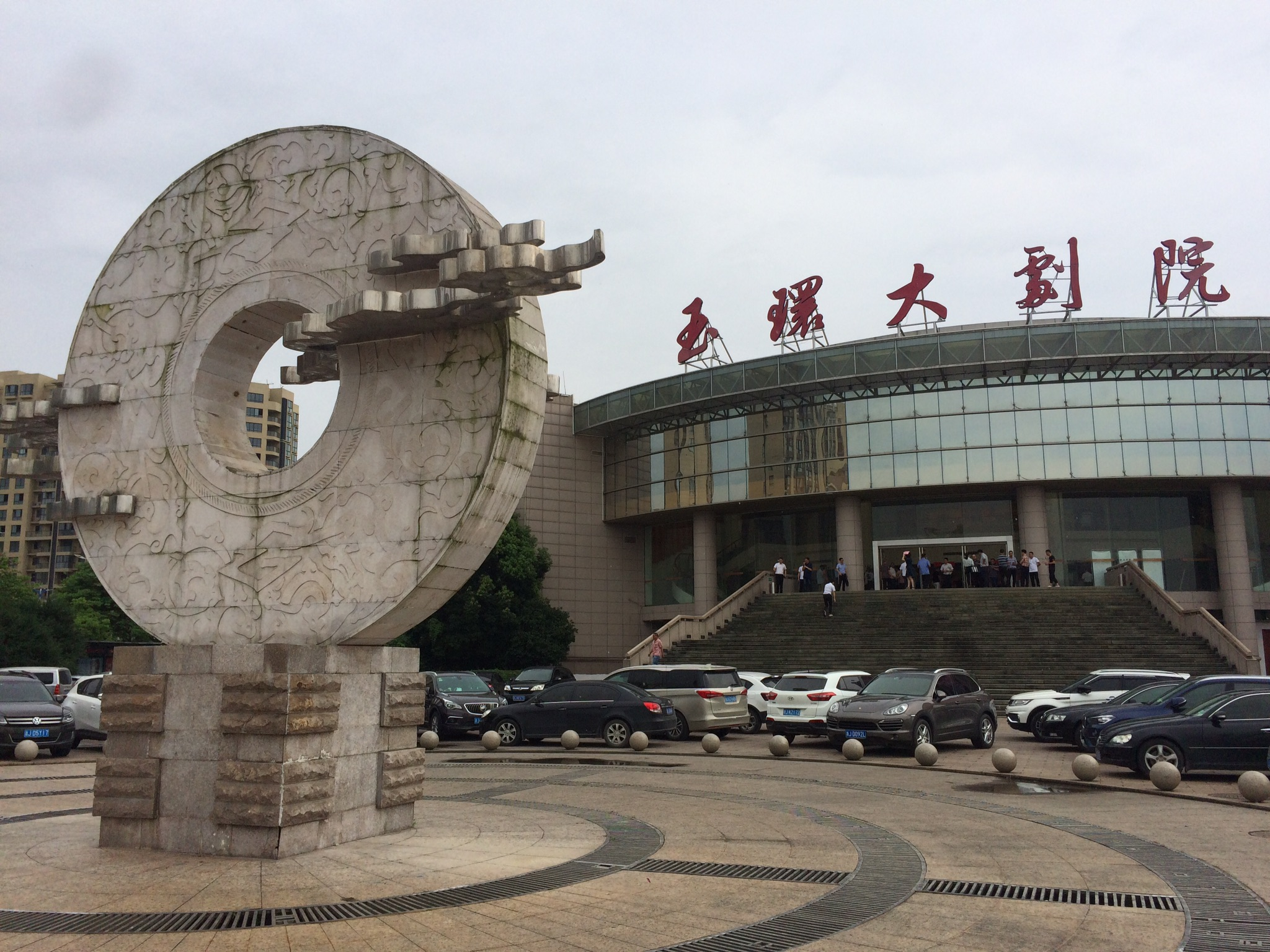
玉环大剧院
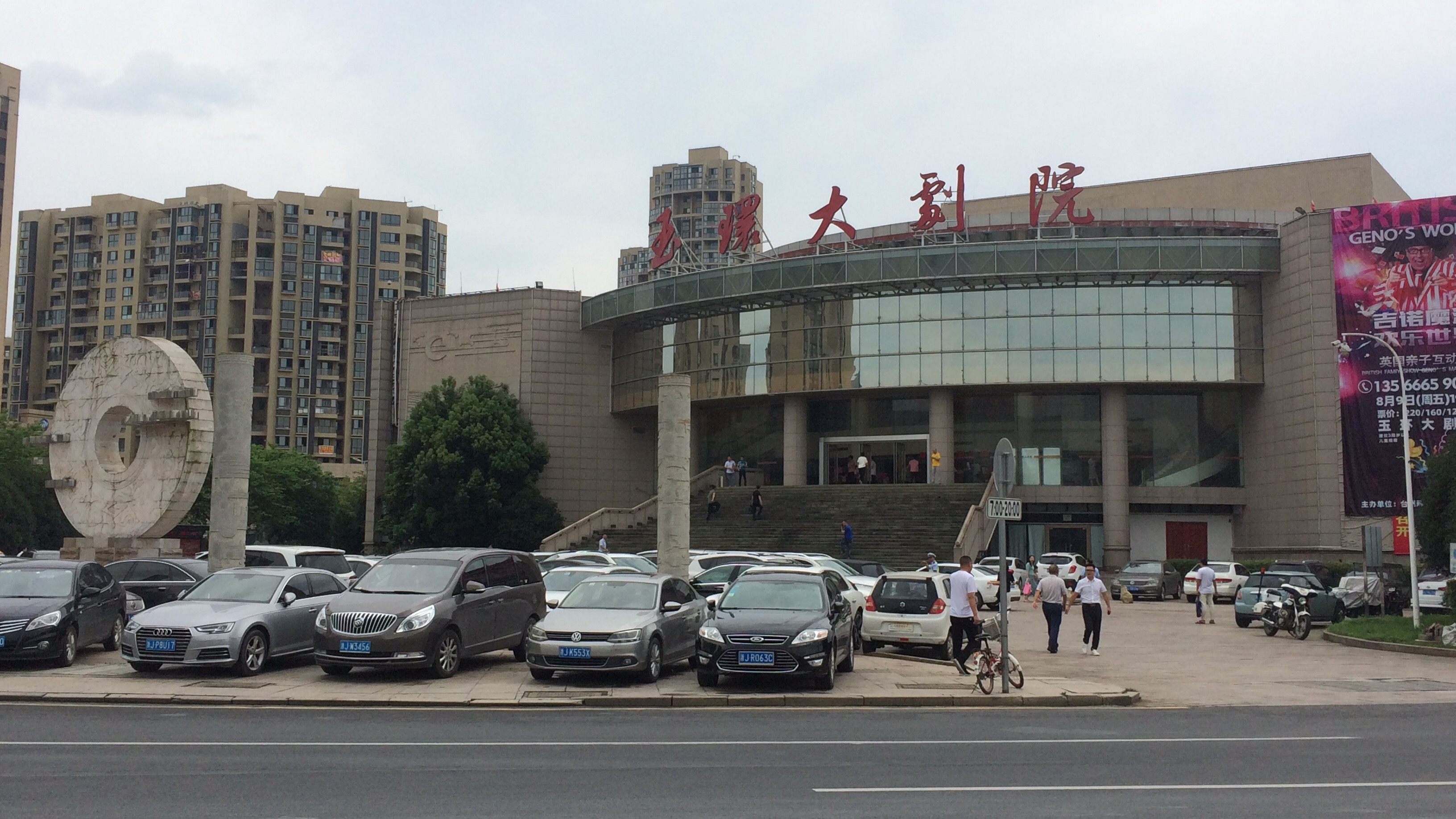
玉环大剧院大门